# Ždírec (powiat Igława)
Ždírec – gmina w Czechach, w powiecie Igława, w kraju Wysoczyna.
1 stycznia 2017 gminę zamieszkiwało 449 osób, a ich średni wiek wynosił 45,0 roku.